# Gila nigra
Gila nigra és una espècie de peix cipriniforme de la família dels ciprínids que es troba a Arizona (Estats Units).